# Гіркокаштан звичайний (пам'ятка природи)
Гіркокашта́н звича́йний — ботанічна пам'ятка природи місцевого значення в Україні. Розташована в центрі міста Березне Рівненської області, в невеликому сквері між будинками Березнівської райдержадміністрації та Березнівським краєзнавчим музеєм. 
Площа 0,1 га. Статус надано згідно з рішенням Рівненської облради № 584 від 27.05.2005 року. Перебуває у віданні: Березнівська міська рада. 
Статус надано для збереження одного екземпляра гіркокаштана звичайного. Наукова цінність дерева полягає в тому, що воно є інтродуцентом, оскільки його батьківщина — Балканський півострів. Цей екземпляр гіркокаштану звичайного має орієнтовний вік 180 років, добру життєвість, на висоті 1,3 м має обхват 4,0 м.